# Anthrenus caucasicus
Anthrenus caucasicus es una especie de escarabajo de piel del género Anthrenus, categorizada en la tribu Anthrenini, de la subfamilia Megatominae. Mide aproximadamente 2 mm de longitud.

## Distribución
Se distribuye por Armenia, Austria, Polonia, Eslovaquia, Irán y Turkmenistán.

## Taxonomía
Fue descrita por Reitter en 1881.